# André Schuster
André Schuster (* 29. September 1975) ist ein ehemaliger deutscher Fußballspieler.

## Karriere

### Verein
Seine ersten Schritte im deutschen Profifußball absolvierte der Mittelfeldakteur in der Zweitligasaison 1994/95 für den VfB Leipzig. Sein Debüt in der zweithöchsten Spielklasse gab der 18-jährige frühere DFB-Juniorenauswahlspieler am 24. August 1994 beim 3:1-Heimsieg der Leipziger gegen Hannover 96. In seinen ersten drei Spielzeiten für den VfB im Unterhaus kam er jeweils auf fünf Ligapunktspiele, schaffte den Sprung zum Stammspieler zu diesem Zeitpunkt also noch nicht.
Schuster wechselte im Herbst 1996 aus Sachsen innerhalb der 2. Bundesliga zu Rot-Weiss Essen. Der Klassenerhalt im Unterhaus des Lizenzfußballs gelang dem Neuzugang mit seinen Teamkollegen in dieser Spielzeit aber nicht. Das Team musste als Vorletzter absteigen und Schuster kehrte im Sommer 1997 nach Sachsen zurück, wo er einen Vertrag beim FSV Zwickau unterschrieb. Nur ein Jahr nach dem Abstieg mit den Essenern musste er auch mit den Westsachsen den Weg in die damals drittklassige Regionalliga antreten.

### Nationalmannschaft
Mit der deutschen U-18 wurde der VfB-Akteur Ende Juli 1994 Juniorenvizeuropameister. Im Finale gegen Portugal, das nach Elfmeterschießen verloren ging, wurde Schuster neun Minuten vor Schluss der regulären Spielzeit für Marco Küntzel eingewechselt. Im Nachgang des Turniers schrieb das kicker Sportmagazin über den Leipziger: „Er rutschte erst im letzten Moment ins Aufgebot und erfüllte als Einwechselspieler seine Aufgabe.“